# 2025年の音楽
2025年の音楽（2025ねんのおんがく）では、2025年の世界の音楽産業や音楽活動に関する出来事をまとめる。
2024年の音楽 - 2025年の音楽 - 2026年の音楽

## 世界の音楽の概況
2025年には、世界の音楽市場の規模は314億ドルに達すると予測されており、ストリーミングの成長とライブ音楽の収益がその原動力となっている。中東・北アフリカ（MENA）、サブサハラ・アフリカ、ラテンアメリカといった新興市場は、特にストリーミングの分野で力強い成長を続けているものの、世界全体の音楽市場の成長率は、これまでの予想よりやや鈍化する見通しである。
音楽ジャンルとしては、2025年の世界では、メロディック・テクノやディープでミニマルなグルーヴが再び注目され、同時にアフロハウス、アフロビーツ、アマピアノ、カントリーミュージック、K-POPといったジャンルの成長も続くと見られている。また、ハイパーポップやシューゲイザーのようなジャンルも前年に引き続き、人気を伸ばすと考えられる。なお、生成AIを活用した音楽の生成がすでに行われているが、本年はそれの増加傾向が続いていると考えられている。

## 世界の主なできごと
- 2月2日 - 第67回グラミー賞の授賞式が、アメリカ・カリフォルニア州ロサンゼルスで開催され、最優秀レコード賞、および最優秀楽曲賞は、ケンドリック・ラマー「ノット・ライク・アス」、最優秀アルバム賞は、ビヨンセ『カウボーイ・カーター』が受賞[4]。また、日本人チェロ奏者・松本エルが参加したアルバム『Triveni（トリベニ）』が、最優秀ニューエイジ、アンビエント、チャント・アルバム賞を受賞した[5]。
- 3月24日 - 本年2月に「NJZ」に改名した韓国のガールズグループ・NewJeansが前日に香港にて開催されたライブで活動を休止することを宣言したと、この日までに複数の韓国メディアが報じた。同グループを巡っては、所属レーベルのADORとの契約を巡って裁判沙汰となり、21日にソウル中央地方裁判所がAODR側の訴えを認め、芸能活動を禁止する仮処分命令を出していた[6][7]。
- 4月16日 - アメリカ合衆国の雑誌・タイムの特集「世界で最も影響力のある100人」にYOSHIKI（X JAPAN）が日本人ミュージシャンとして初めて選出される[8]。
- 5月17日 - ユーロビジョン・ソング・コンテスト2025が、スイス・バーゼルにて開催[9]。優勝は、オーストリア代表のヨハネス・ピーチ[10]。

## 月別の国内での出来事
ただの解散情報や引退情報、脱退（"卒業"）情報は、この節ではなく、下記のほうにある「解散、引退、脱退」の節に書き込むこと。

### 1月
- 1月16日（報道日）- ロックバンド・サカナクションのマネジメント事務所にGmailで「ライブを中止しないと私に刺されますよ」などと殺害予告を行ったとして、警視庁は26歳の無職の男を威力業務妨害の疑いで逮捕。調べに対し「やっていない」と容疑を否認している。一方、バンドは声明を発表し、当該行為は事実であると認めた上で「今後も安心してライブを楽しめる環境を守る」とした[11][12]。

### 2月
- 2月13日 - 2023年1月に死去したジェフ・ベックのトリビュートライブ「A Tribute to Jeff Beck by Char with HOTEI and Tak Matsumoto featuring The Jeff Beck Band」が有明アリーナにて開催され、Char、松本孝弘、布袋寅泰が共演。ザ・ジェフ・ベック・バンドのメンバーとして出演したジミー・ホール、ロンダ・スミス、アニカ・ニルズ、ゲイリー・ハズバンドらと演奏した[13][14]。

### 4月
- 4月4日 - 兵庫県神戸市中央区の新港地域に新多目的アリーナ・GLION ARENA KOBEが開業[15]。
- 4月11日 - 2023年12月に死去した八代亜紀（73歳没）の4月21日発売の新譜『八代亜紀 お宝シリーズ 第一弾 忘れないでね』に、付録として若い頃の八代のヌード写真2枚が封入されていることを巡り、X（旧・Twitter）上で「八代亜紀の尊厳を守れ」のハッシュタグが付与され、発売中止を求める騒動に発展。これに対し、発売元のニューセンチュリーレコードは、前日の10日に「業務妨害・その他において司法当局に相談している最中。発売は予定通り行う」と主張。しかし、タワーレコードや楽天ブックス、Yahoo!ショッピングなどでは注文できない状態となっている[16]。これについて、八代の楽曲などを管理する「八代ミュージック&ギャラリー」は14日、声明を発表し「極めて不愉快な出来事であり絶対に許すことはできない。現在故人に対する名誉毀損罪、わいせつ物頒布等罪など警察への相談を含め、あらゆる手続きの準備を進めているところである」とした[17][18]が、同アルバムは21日に予定通り発売された[19]。

### 5月
- 5月21日・22日 - 新設される日本の音楽賞・MUSIC AWARDS JAPANの第1回授賞式が、ロームシアター京都にて開催された[20]。

### 6月
- 6月21日・22日・28日・29日 - B'zが主催を務めるRock Projectの第2弾、『B'z presents UNITE #02』がKアリーナ横浜で開催。THE YELLOW MONKEY、マキシマム ザ ホルモン、MAN WITH A MISSION、ONE OK ROCKと共演した[21]。公演前にB'zの松本孝弘が体調不良による療養が必要と判断されたため出演辞退を発表。松本本人の強い希望により、稲葉浩志とサポートメンバーでの開催を発表し、予定通りに開催された。公演は医師の許可をもらった上で、松本は4日ともアンコールからサプライズ出演した。また、サポートメンバーとしてTAKURO（GLAY）、高崎晃（LOUDNESS）が出演した[22][23][24][25][26]。

### 7月
- 7月9日 - 布袋寅泰らが愛用したことで知られ、前年7月に事業停止した埼玉県戸田市のエレキギターメーカー・フェルナンデスがこの日付で東京地方裁判所から破産開始決定を受け倒産。倒産は16日に信用調査会社・東京商工リサーチによって明らかにされたもので、負債総額は約7億3000万円。フェルナンデスは事業停止後一旦破産申請したが取り下げ、本年6月に改めて申請していた。なお商標の一部は他社に譲渡されている[27][28]。

### 8月
- 8月19日 - BABYMETALのアルバム『METAL FORTH』が、ビルボードによる全米総合アルバムチャート「Billboard 200」にて9位を獲得し、日本人メンバーのみによるグループとして初めて同チャートトップ10入りを果たした[29]。

### 10月
- 10月1日 - 日比谷野外音楽堂（東京都千代田区）が、建て替えのため使用休止[30]。当初は、前年10月からの予定だったが、諸事情により延期されていた[31]。

## 主要な受賞

### 国内の賞
| 賞                      | 受賞作・受賞者 |
| ----------------------- | --- |
| 第48回日本アカデミー賞  | - 最優秀音楽賞 - 世武裕子 -『カラオケ行こ!』 - 優秀音楽賞 - 大間々昂 -『正体』 - 得田真裕 -『ラストマイル』 - やまだ豊 -『キングダム 大将軍の帰還』 - Face 2 fAKE -『はたらく細胞』 - 主題歌賞 - Mrs. GREEN APPLE「Dear」（『ディア・ファミリー』）                                 |
| MUSIC AWARDS JAPAN 2025 | - 最優秀楽曲賞 - Creepy Nuts「Bling-Bang-Bang-Born」 - 最優秀アーティスト賞 - Mrs. GREEN APPLE - 最優秀ニュー・アーティスト賞 - tuki. - 最優秀アルバム賞 - 藤井風『LOVE ALL SERVE ALL』 - TOP GLOBAL HIT FROM JAPAN - YOASOBI「アイドル」 - 最優秀アジア楽曲賞 - aespa「Supernova」 |

## 日本のシングル

### ダウンロード認定
| 作品名                | 認定月                |
| ゴールド（100,000DL） | ゴールド（100,000DL） |
| --------------------- | --------------------- |
| 米津玄師「Plazma」    | 2025年3月             |

### 音楽配信ストリーミング認定シングル
| 作品名                       | 認定月                    |
| プラチナ（100,000,000ST）    | プラチナ（100,000,000ST） |
| ---------------------------- | ------------------------- |
| Mrs. GREEN APPLE「ダーリン」 | 2025年4月                 |
| ゴールド（50,000,000ST）     |                           |
| 米津玄師「Plazma」           | 2025年3月                 |
| サカナクション「怪獣」       | 2025年4月                 |
| 米津玄師「BOW AND ARROW」    | 2025年4月                 |

## 各チャート
Billboard JAPAN
- Template:2025年Billboard JAPAN Hot 100 シングル1位の一覧
- Template:2025年Billboard JAPAN Streaming Songs1位の一覧
- Template:2025年Billboard JAPAN Download Songs1位の一覧
- Template:2025年Billboard Global Japan Songs excl. Japan1位の一覧

## イベント
- 4月4日・5日・6日 - CENTRAL MUSIC & ENTERTAINMENT FESTIVAL 2025[37]
- 4月19日・20日 - ジゴロック2025 〜大分 "地獄極楽" ROCK FESTIVAL〜 supported by ニカソー[38]
- 4月29日、5月3日・4日・5日 - JAPAN JAM 2025[39]
- 5月3日・4日・5日・6日 - VIVA LA ROCK 2025[40][41]
- 5月10日・11日 - METROPOLITAN ROCK FESTIVAL 2025[42]
- 5月10日・11日 - ごぶごぶフェスティバル[43][44][45]
- 6月7日・8日 - チャグチャグロックフェスティバル2025[46]
- 6月21日・22日 - YATSUI FESTIVAL! 2025[47]
- 7月5日・6日 - 京都大作戦 2025[48][49]
- 7月19日・20日 - ケセンロックフェスティバル[50]
- 7月25日・26日・27日 - FUJI ROCK FESTIVAL '25[51]
- 7月26日・27日 - OGA NAMAHAGE ROCK FESTIVAL vol.14[52]
- 8月1日・2日・3日 - TOKYO IDOL FESTIVAL 2025[53][54]
- 8月15日・16日 - RISING SUN ROCK FESTIVAL 2025 in EZO[55]
- 8月16日・17日 - SUMMER SONIC 2025[56]
- 8月30日・31日 - @JAM EXPO 2025[57]
- 9月13日・14日・15日・20日・21日 - ROCK IN JAPAN FESTIVAL 2025[58]
- 9月13日・14日・15日 - KOYABU SONIC 2025[59]

### 日本武道館公演
公式ルールで広告宣伝は禁止されているため、終了した公演のみ表示すること。
- 1月2日 - 清水ミチコ[60]
- 1月3日・4日 - エレファントカシマシ
- 1月6日 - キズ[61]
- 1月11日・12日 - まふまふ
- 1月18日 - 21日 - 礼真琴[62]
- 1月24日 - 26日 - リスアニ!LIVE2025
- 1月29日 - Appare![63][64]
- 1月30日 - MC TYSON
- 2月1日 - 星街すいせい[65]
- 2月5日 - Red Eye
- 2月8日・9日 - 吉川晃司[66]
- 2月11日 - 神はサイコロを振らない[67]
- 2月14日・15日 - ASKA[68]
- 2月22日 - 龍宮城[69]
- 2月24日 - フレデリック[70]
- 2月25日 - MR.BIG[71]
- 2月26日 - Gero[72]
- 3月1日・2日 - TrySail[73][74]
- 3月3日 - DUSTCELL[75]
- 3月6日 - GADORO
- 3月8日・9日 - go!go!vanillas[76]
- 3月14日 - パンダドラゴン[77]
- 3月15日 - 7ORDER[78]
- 3月16日 - 沖縄アクターズスクール 完全復活祭[79][80]
- 3月29日 - オーイシマサヨシ
- 3月30日 - BEGIN[81]
- 3月31日 - にっぽんワチャチャ[82]
- 4月1日 - LANA[83]
- 4月12日 - マルシィ
- 4月14日・16日・18日・19日・21日・24日・26日・27日 - エリック・クラプトン[84][85]
- 4月22日・23日・25日 - シンディ・ローパー[86]
- 4月30日 - つばきファクトリー[87]
- 5月2日 - ロウン
- 5月6日 - 玉井詩織[88]
- 5月7日 - 布施明[89][90]
- 5月9日・10日 - ONE N' ONLY[91]
- 5月14日・15日 - LiSA[92]
- 5月17日・18日 - 竹内まりや
- 5月23日 - TOMOO[93]
- 5月26日 - Poppin'Party[94]
- 5月29日 - ソーダグリーン
- 5月31日 - syudou[95]
- 6月6日・7日・8日 - MISIA[96]
- 6月9日 - BEYOOOOONDS[97]
- 6月12日・13日 - クリープハイプ
- 6月17日・18日 - 玉置浩二
- 6月21日・22日 - 松田聖子[98]
- 6月23日 - Juice=Juice[99]
- 6月26日・27日 - 優里
- 7月3日 - 千葉雄喜[100]
- 7月4日 - Char[101]
- 7月8日 - モーニング娘。'25[102]
- 7月9日 - いぎなり東北産[103][104]
- 7月11日・12日 - 松田聖子
- 7月16日 - IO
- 7月18日・19日 - NEXZ[105]
- 7月23日・24日 - クリープハイプ
- 7月25日 - imase[106]
- 8月1日 - めておら[107]
- 8月11日 - 布袋寅泰

### 東京ドーム公演
公式ルールで広告宣伝は禁止されているため、終了した公演のみ表示すること。
- 1月1日 - Hey! Say! JUMP
- 1月8日・9日 - BE:FIRST[108]
- 1月12日・13日 - KinKi Kids[109][110]
- 1月15日・16日 - MISAMO[111]
- 1月18日・19日 - L'Arc〜en〜Ciel[112]
- 1月24日 - 27日 - SixTONES[113]
- 1月31日 - 2月2日 - LAPOSTA 2025[114]
- 2月6日・8日・9日 - マルーン5[115]
- 2月11日 - Creepy Nuts[116]
- 2月15日・16日 - ap bank fes'25[117]
- 2月19日・20日 - Nissy[118]
- 2月22日 - The Millennium Eve 2025[119]
- 2月23日 - LUNA SEA[120]
- 2月26日・27日 - 米津玄師[121]
- 3月6日・7日 - TOBE「to HEROes〜TOBE 2nd Super Live〜」[122]
- 4月2日・3日 - すとぷり
- 4月20日・21日 - JO1[123]
- 4月25日 - 27日 - 東方神起[124]
- 5月10日・11日 - G-DRAGON
- 5月14日 - XG[125][126]
- 5月21日・22日 - NCT 127[127]
- 5月28日・29日 - サザンオールスターズ[128]
- 5月31日・6月1日 - GLAY[129]
- 6月4日・5日 - 三代目 J SOUL BROTHERS[130]
- 6月14日・15日 - UVERworld [131]
- 7月10日 - 12日 - King & Prince[132]
- 7月16日・17日 - 久石譲&ロイヤル・フィルハーモニー管弦楽団[133]
- 7月24日 - 26日 - 櫻坂46
- 8月9日・10日 - SMTOWN LIVE 2025 in TOKYO

## スポーツ大会のテーマソング
第107回全国高等学校野球選手権大会
- Da-iCE「ノンフィクションズ」
朝日放送（夏の高校野球応援ソング、『熱闘甲子園』テーマソング）[134]
- 福山雅治「甲子園」
NHK総合またはNHK教育で放送される高校野球中継のエンディングテーマ

## ギネス世界記録
- 3月2日 - 浜松市浜名区の都田総合公園でこの日、鍵盤ハーモニカで905人が同時に「きらきら星」を5分間演奏し「最大の鍵盤ハーモニカアンサンブル」で2013年に記録した688人を上回り、ギネス世界記録を更新した[135]。
- 4月23日 - YOSHIKI（X JAPAN）が前年8月にグランドハイアット東京にて行ったディナーショーの1席30万円のチケット「VIPプレミアムパッケージ」が「最も高額で完売したディナーショーチケット」としてギネス世界記録に認定され、同日、アメリカ・ロサンゼルスにて認定証の授与が行われた[136]。
- 5月11日 - 大阪・関西万博の大屋根リングにて「ブラスエキスポ2025」が開催され、同イベントに1万2269人が参加し「世界最大のマーチングバンド」として、ギネス世界記録を更新した（従来の記録は1997年に記録した1万1157人）[137]。
- 7月7日 - m-floが2001年にリリースした楽曲「Come again」のリミックス版127バージョンが同時デジタルリリースされ、「同一楽曲のバージョン / リミックスが同時にデジタルシングルとしてリリースされた数」としてギネス世界記録に認定された[138]。

## メジャーデビュー
- 1月22日 - 金子みゆ「アタシのハートに降参ね」（ソロデビュー）[139]
- 3月19日 - ロージークロニクル「へいらっしゃい!〜ニッポンで会いましょう〜/ウブとズル」[140]
- 3月20日 - Kucci「ときめき」[141]
- 4月2日 - 茅島みずき「ローファー。」（歌手デビュー）[142]
- 4月2日 - HANA「ROSE」[143]
- 4月9日 - T字路s「美しき人/マイ・ウェイ」[144]
- 4月16日 - CiON「しましょ」[145][146]
- 5月1日 - ココラシカ「手のひらで踊らせて」[147]
- 5月21日 - 須賀亮雄「ふるさと春秋」[148]
- 6月4日
  - aoen「青い太陽 (The Blue Sun)」
  - カラフルスクリーム「クロネッカーの青春の彩り」
- 6月18日 - 三島達矢（すゑひろがりず）「それでも俺は幸せさ」（歌手デビュー）[149]
- 6月25日 - 風間和彦（友田オレ）「辛い食べ物節」（歌手デビュー）[150]
- 7月8日 - berry meet『白昼夢、結んだ言葉は花束に』[151]
- 7月16日 
  - YURIYAN RETRIEVER「YURIYAN TIME」[152]
  - 堀内春菜「阿蘇の鬼火」[153]
- 7月30日 - TあんどT「か・か・か・感謝」[154]
- 8月9日 - いぎなり東北産「らゔ♡戦セーション」[155][156]
- 8月27日 - yousti「yousti」[157]
- 9月24日 - 亜蘭「北国最終便」[153]
- 10月10日 - NiziIROぱれっと「タイトル未定」

## 活動再開・再結成
- 1月3日 - 中丸雄一（KAT-TUN）[158]
- 1月4日 - KUZIRA[159]
- 1月9日 - the cabs[160]
- 1月10日 - 二階堂高嗣（Kis-My-Ft2）[161]
- 1月18日 - アヴちゃん（女王蜂）[162]
- 2月1日 - 田中雪乃（NMB48）[163]
- 2月5日 - COLOR[164]
- 2月28日 - PANDORA[165]
- 3月1日 - 鈴木愛菜（SKE48）[166]
- 3月4日 - 市川由紀乃[167][168]
- 3月19日 - 真仲美鳳（no concept）※再加入[169]
- 3月21日 - 水津菜月（NGT48）[170]
- 3月22日 - 上木彩矢[171]
- 7月5日 - ブラック・サバス ※20年ぶりに一日限定で復活[172]
- 11月8日予定 - KAT-TUN ※ライブ開催[173]

## 活動休止・解散・引退予定

### 活動休止
- 1月10日 - TRICERATOPS[174]
- 1月14日 - 岩本蓮加（乃木坂46）[175]（ - 2月22日）[176][177]
- 1月27日 - 橋本恵理子（AKB48）[178]
- 2月1日 - 吉川美冴貴（SHISHAMO）[179]
- 2月6日 - フジファブリック[180]
- 2月8日 - 冨里奈央（乃木坂46）[181]（ - 3月2日）[182]
- 2月14日 - Deu（PEOPLE 1）[183]
- 3月1日 - 2o Love to Sweet Bullet[184]
- 3月3日 - 橘美空（可憐なアイボリー）[185]
- 3月5日 - 寺澤小十侑（Go!Go!kids）[186]
- 3月13日
  - 畠山希美（AKB48）[187]
  - 岡村ほまれ（モーニング娘。'25）[188]
- 3月23日（宣言日）- NewJeans（NJZ）[6]
- 3月29日 - COCORO（ME:I）[189]
- 3月31日 - WANG GUNG BAND[190]
- 4月1日 - milet[191]（ - 8月14日）[192]
- 4月10日 - 土屋礼央（RAG FAIR）[193]（ - 5月11日）[194]
- 4月17日 - 北川莉央（モーニング娘。'25）[195]
- 5月8日 - Mamiko（chelmico）[注 1][196]（ - 8月1日）[197]
- 5月14日 - 増田貴久（NEWS）[198]（ - 5月22日）[199]
- 5月31日 - mol-74[200]
- 6月2日 - 小津玲奈（乃木坂46）[注 2][201][202]
- 6月5日
  - 大橋ミチ子（びっくえんじぇる）[203]
  - 白濱亜嵐（EXILE）[注 3][204]
- 6月6日 - ケプラ[205]
- 6月9日 - Sano ibuki[206]
- 6月15日 - 櫻井誠（Dragon Ash）[207]
- 6月20日
  - 国分太一（TOKIO[注 4]）[208]
  - 鶴房汐恩（JO1）[注 5][210]
- 6月21日 - 雨宿り[211]
- 6月30日 - Crossfaith[212]
- 7月1日 - RAN（ME:I）[213]
- 7月2日 - MORRIE（BUDDiiS）[214]
- 7月5日 - RYOKI（BE:FIRST）[注 6][215]
- 8月1日 - 今市隆二（三代目 J SOUL BROTHERS）[216]
- 8月4日 - imase[217]
- 9月予定 - GOOD ON THE REEL[218]
- 12月31日予定 - 井上苑子[219]

### 解散（活動終了）
- 1月5日 - でんぱ組.inc[220]
- 1月31日 - the pillows[221]
- 2月24日 - PiXMiX[222]
- 3月21日 - the quiet room[223]
- 3月31日
  - KAT-TUN[224][注 7][注 8]
  - 学芸大青春[227]
- 4月30日 - SANDAL TELEPHONE[228]
- 5月6日 - 彩冷える[229]
- 5月31日
  - Bitter & Sweet[230]
  - #ドレミファソラシード[231]
- 6月1日
  - umitachi[232]
  - lol[233]
- 6月18日 - Mr.ふぉるて[234]
- 6月25日 - TOKIO[235][注 9]
- 6月27日 - iiiidolll[236]
- 7月5日 - つぼみ大革命[237]
- 7月9日 - 我儘ラキア[238]
- 7月28日 - NightOwl[239]
- 8月31日予定 - LEØNAGE[注 10][241]
- 今夏予定 - Deep Sea Diving Club[242]
- 10月19日予定 - 一瞬しかない[243]
- 12月31日予定
  - Repezen Foxx[244]
- 12月予定
  - TEAM SHACHI[245]
  - #2i2[246]
  - ちょこらび[注 11][247]

### 引退
- 1月23日
  - 中居正広（元SMAP）[注 12][248]
  - 秋山和慶[注 13][250]
- 4月19日 - 工藤のか（Appare!）※グループ卒業と同時に芸能活動も引退[251]
- 5月19日 - ジョニー・マティス[252]
- 5月31日 - 西内まりや[253]
- 6月28日 - 小林歌穂（私立恵比寿中学）※グループ卒業と同時に芸能活動も引退[254]
- 8月14日 - 道重さゆみ（元モーニング娘。）[255][256]
- 8月31日予定 - HARUKI（BUDDiiS）※グループ卒業と同時に芸能活動も引退予定[257]
- 8月末予定 - 桐乃みゆ（虹のコンキスタドール）※グループ卒業と同時に芸能活動も引退予定[258]
- 年内予定 - 羽賀朱音、横山玲奈（モーニング娘。'25）※共にグループ卒業と同時に芸能活動も引退予定[259]

### 脱退（卒業）
- 1月27日 - 最上奈那華（HKT48）[260]
- 1月30日 - 一ノ瀬しずく（UtaGe!）[261]
- 2月6日 - 一ノ瀬こひな、千星真穂（＃ババババンビ）[262]
- 2月9日 - 中村朱里、鶴見萌、清水理子（虹のコンキスタドール）[263]
- 2月23日 - 与田祐希（乃木坂46）[264][注 14]
- 2月28日
  - 末永桜花[266]、鬼頭未来[267]（SKE48）[注 15]
  - 桜花莉音（なんキニ!）[270]
  - 込山榛香（AKB48）[271]
  - 岩波柚花（NMB48研究生）[272]
- 3月4日 - 上村謙信（ONE N' ONLY）[273]
- 3月5日 - 竹田和彦（LIPHLICH）[274]
- 3月6日 - 松野美桜（NMB48）[275]
- 3月8日 - 伊藤優絵瑠（HKT48）[276]
- 3月11日 - 田代すみれ（OCHA NORMA）[注 16][277]
- 3月14日 - 瓶野神音（NMB48）[278]
- 3月16日
  - 清浦夏実（TWEEDEES）[279]
  - 城間梨来（遥か、彼方。）[280][281]
- 3月17日 - 楠みこと、鈴原のあ、姫宮はるか、鹿目双葉、瀬奈美玲（なんキニ!）[270]
- 3月19日 - 小日向莉々子（no concept）[169]
- 3月21日
  - 黒魅らら、羽島めい、つづく（Maison de Queen）[282]
  - 石栗奏美（OCHA NORMA）[注 17][283]
- 3月22日 - 川平聖（HKT48）[284]
- 3月24日 - 太田みづき（BAKUMON）[285]
- 3月30日 - 大武茜一郎（突然少年）[注 18][286]
- 3月31日
  - 荒井優希[287]、岡本彩夏[288]（SKE48）
  - 當間琉巧（Lil かんさい）[289]
  - 吉川太郎、河下楽（AmBitious）[290]
  - 岩永洋昭（純烈）[291]
  - 杉浦優來（Lucky²）[292]
  - 峯吉愛梨沙（STU48）[293]
- 4月5日 - 佐々木美玲（日向坂46）[294][295][注 19]
- 4月6日 -  佐々木久美（日向坂46）[294][295]
- 4月10日 - 上西怜（NMB48）[298]
- 4月20日 - 井出叶（STU48）[299]
- 4月21日
  - 中下雄貴（カラフルダイヤモンド）[300]
  - 隅野和奏（NMB48）[301][302]
- 4月27日 - 坂本愛玲菜（HKT48）[303]
- 4月28日 - 出口結菜（NMB48）[304]
- 4月30日
  - 八木栞（つばきファクトリー）[305]
  - 小田将聖（少年忍者）[306]
- 5月1日 - 高瀬愛奈（日向坂46）[294][307]
- 5月3日 - DJ KOHNO（ケツメイシ）[308]
- 5月4日 - 愛海（RAY）[309]
- 5月6日
  - 佐藤楓（乃木坂46）[注 20][310][311]
  - 古谷柚里花、鈴木芽生菜、小山星流、住田悠華（アップアップガールズ（仮））[312]
  - 百川晴香（Bety）[313]
  - 貴瀬雄二（特撮Boyz）[314]
- 5月10日 - 白瀬るな（mignon）[315]
- 5月11日 - 廣川瑚春（遥か、彼方。）[281]
- 5月30日
  - 小池美波（櫻坂46）[注 21][317][318]
  - 高山結衣（なみだ色の消しごむ）[319]
- 5月31日
  - 岡大和（カラフルダイヤモンド）[注 22][321]
  - 灯翠（ファントムシータ）[322]
  - YOCO（illiomote）[323]
  - SO-SO（SARUKANI）[324]
  - 星野光也美（きゅ～くる）[注 23][326]
- 6月4日 - 戸田梨杏（AND CaaaLL)[注 24][328]
- 6月5日 - 岩田剛典（EXILE）[注 25][329]
- 6月9日 - 島倉りか（BEYOOOOONDS）[注 26][97]
- 6月15日 - 村山彩希（AKB48）[331]
- 6月18日 
  - 上國料萌衣（アンジュルム）[332][333]
  - 八木桃花（SAI²Rium）[334]
- 6月20日 - HEECHO、JUNE（ORβIT）[注 27][337]
- 6月22日 - 稲川玲（遥か、彼方。）[281]
- 6月25日 - 石原さき（＃Mooove!）[338]
- 6月26日 - 中村麗乃（乃木坂46）[339][340][341]
- 6月28日
  - ミミミユ、ユウ華、ウユカノン（LUCY）[342]
  - Daiki（Crossfaith[注 28]）[343]
- 6月30日 - 上村亜柚香[344][345]、澤田奏音[346]（SKE48）
- 7月1日 - YA/NA（ZEPPET STORE）[347]
- 7月8日 - 生田衣梨奈（モーニング娘。'25）[348]
- 7月23日 - 藤咲凪（最終未来少女）[349]
- 7月28日
  - 麦野つむぎ（ICECREAM SCREAM）[注 29][350]
  - Ivan（Survive Said The Prophet）[351]
- 7月30日 - 樋口琥大（LEØNAGE[注 30]）[240]
- 7月31日 - 春野莉々（高嶺のなでしこ）[注 31][353]
- 8月5日 - 富田鈴花（日向坂46）[注 32][356][357]
- 8月8日 - ユニセックス（LiVS）[358]
- 8月9日 - 髙木悠未（LinQ）[359]
- 8月11日 - メイ子（Dizzy Sunfist）[360]
- 8月14日 - 南るな（Peel the Apple）[361]
- 8月27日予定 - 山本望叶（NMB48）[注 33][363]
- 8月30日予定 - オグラユウタ（FOMARE）[364]
- 8月31日予定
  - 菅原茉椰（SKE48）[365]
  - フジカケウミ（daisansei）[366]
- 8月末予定 - 石原愛梨沙（虹色のコンキスタドール）[258]
- 9月末予定 - 藤本冬香（SKE48）[367]
- 10月末予定 - 山口結杏（僕が見たかった青空）[368][369]
- 11月29日予定 - プー・ルイ（PIGGS）[370]
- 11月予定 - 小嶋花梨（NMB48）[371]
- 12月30日予定 - 春海りお、広島世那（Peel the Apple）[372]
- 12月予定 - 福田みゆ（NEO JAPONISM）[373]
- 年内予定
  - 眞鍋杏樹（NMB48）[374]
  - 川上千尋（NMB48）[375]
  - 河田陽菜（日向坂46）[376][377]

## 逮捕
| 逮捕日  | 氏名（所属グループ名）                 | 逮捕容疑（経過、判決等）                                                 |
| ------- | -------------------------------------- | ------------------------------------------------------------------------ |
| 2月12日 | BIGZAM（NITRO MICROPHONE UNDERGROUND） | 麻薬及び向精神薬取締法違反（使用）容疑（起訴、音楽・芸能活動無期限休止） |
| 3月28日 | 中孝介                                 | 不同意性交等容疑（4月16日付で不起訴処分、釈放）                          |

## 改名・表記変更
- 1月1日 - ZOC → ZOCX ※改名と同時に再始動[381]
- 2月7日 - NewJeans → NJZ[382]
- 7月22日 -  KinKi Kids → DOMOTO[109][383][384]

## 死去
- 1月1日 - ウェイン・オズモンド（オズモンド・ブラザーズ）[385]
- 1月3日 - ブレントン・ウッド[386]
- 1月5日 - 井上正（16TONS）[387]
- 1月7日 
  - ピーター・ヤロー[注 34]（ピーター・ポール&マリー）[388]
  - 汐澤安彦[389]
- 1月8日 - 新川博[390]
- 1月10日 - 佐野成宏[391]
- 1月11日 - 三浦洸一[392]
- 1月15日 - リンダ・ノーラン（ノーランズ）[393]
- 1月18日
  - 藤井一興[394]
  - アイ・ジョージ[395][396]
- 1月21日
  - ジョン・サイクス[注 35]（シン・リジィ、ホワイトスネイクなど）[397]
  - ガース・ハドソン（ザ・バンド）[398]
- 1月26日 - 秋山和慶[249]
- 1月29日 - 下條アトム[注 36][399]
- 1月30日 - マリアンヌ・フェイスフル[400]
- 2月1日 - ペーター・シュミードル[401][402]
- 2月2日 - 徐熙媛（バービィー・スー）[403]
- 2月5日 
  - マイク・ラトリッジ[404]
  - 桑原康伸（ガガガSP）[405]
- 2月7日 - マジカル・パワー・マコ[406]
- 2月20日 - ジェリー・バトラー[407]
- 2月21日 - 加藤世紀[注 37][408][409]
- 2月24日 - ロバータ・フラック[410]
- 3月1日
  - みのもんた[注 38][411]
  - アンジー・ストーン[412][413]
- 3月4日 - ロイ・エアーズ[414]
- 3月11日 - いしだあゆみ[注 39][415]
- 3月16日 - 廣石惠一（元クレイジーケンバンド、杉山清貴&オメガトライブ）[416]
- 3月17日 - 佐藤秀光（クールス）[417]
- 3月25日
  - 森悠子[注 40][418]
  - 木原敏雄（NOBODY）[419][420]
- 3月28日 - 芦屋小雁[注 41][421]
- 4月1日 - ジョニー・ティロットソン[422]
- 4月6日 - クレム・バーク（英語版）（ブロンディ）[423]
- 4月7日
  - ひじりえま（Ravi La vie、狂想ノ六重奏）[424]
  - 村井祐児[425]
- 4月11日 - マックス・ロメオ[426]
- 4月13日 - JJJ[427]
- 4月14日 - ペーター・ザイフェルト（英語版、ドイツ語版）[428]
- 4月16日 - 久保浩[429]
- 4月18日 - 山口崇[注 42][430]
- 4月23日 - 大宮エリー[注 43][431][432]
- 4月28日 - マイク・ピーターズ（英語版）（アラーム）[433]
- 5月10日 - エディ藩（ザ・ゴールデン・カップス）[434]
- 5月11日 - 川村栄二[435][436][437]
- 5月13日 - Kiara（NoisyCell）[438]
- 5月14日
  - マーサ三宅[439]
  - 徳武弘文[440]
- 5月17日 - ロジャー・ニコルス[441]
- 5月19日 - 小林武史[注 44][442]
- 5月24日 - 明石昌夫[注 45][443][444]
- 5月26日 - リック・デリンジャー[445]
- 5月27日 - フレディー・アギラ[446]
- 5月30日 - 西尾芳彦[447]
- 6月3日 - 長嶋茂雄[注 46][448]
- 6月5日 - 西村智彦（SING LIKE TALKING）[449]
- 6月7日 - 藤竜之介[450]
- 6月9日
  - スライ・ストーン[451]
  - 石森史郎[注 47][452][453]
- 6月11日 - ブライアン・ウィルソン（ザ・ビーチ・ボーイズ）[454]
- 6月14日 - ジェームス三木[注 48][455]
- 6月15日 - 増位山太志郎[注 49][456]
- 6月17日 - アルフレート・ブレンデル[457]
- 6月22日 - 山崎照朝[注 50][458]
- 6月25日 - 村川千秋[459]
- 6月26日 - ラロ・シフリン[460]
- 6月28日 - 三善清達[注 51][461]
- 7月6日 - DJ SHINKAWA[注 52][462]
- 7月9日 - 和泉雅子[注 53][463]
- 7月13日 - デイヴ・カズンズ（英語版）（ストローブス）[464]
- 7月14日 - 渋谷陽一[465]
- 7月16日 - コニー・フランシス[466]
- 7月22日
  - [注 54]オジー・オズボーン（ブラック・サバス）[467]
  - ヘオルヘ・コーイマンス（英語版、オランダ語版）（元ゴールデン・イヤリング）[468]
  - チャック・マンジョーネ[469]
  - 上條恒彦[470]
- 7月23日 - 皆川おさむ[471]
- 7月26日（遺体発見日） - トム・レーラー[472]
- 7月29日（訃報発表日） - ポール・マリオ・デイ（アイアン・メイデン、モア（英語版）、スウィート）[473]
- 8月1日 - 吉武まつ子[注 55][474]
- 8月6日 - エディ・パルミエリ[475]
- 8月9日 - NoB（山田信夫）（元MAKE-UP）[476][477]
- 8月13日 - 櫻井智（旧表記・桜井智、元レモンエンジェル）[478]
- 8月18日 - パク・インス（朝鮮語版）[479]
- 8月19日 - luz[480]